# 黄甲山塔
29°00′05″N 118°57′42″E / 29.00139°N 118.96167°E
黄甲山塔位于中国浙江省衢州市衢江区云溪乡黄甲山村，又称“孟家塔”，是一座明代楼阁式砖塔，屹立于衢江北岸，2011年被列为浙江省文物保护单位。
黄甲山塔建于明万历三十七年（1609年），为楼阁式砖塔，平面呈六边形，共九层，高41.9米。基座须弥座式，底层西南面辟壸门，二层以上每层三面辟壸门，各层叠涩出檐，每面檐下有一斗三升仿木斗栱两攒。